# Choe Nam-seon
Choe Nam-seon (최남선?, 崔南善?, Choe Nam-seonLR, Ch'oe NamsŏnMR) (Seul, 26 aprile 1890 – 10 ottobre 1957) è stato uno storico, poeta e editore coreano, membro principale del movimento indipendentista coreano. Pubblicava le sue opere con lo pseudonimo Yukdang, mentre il suo nome di cortesia era Gongnyuk.
Nato a Seul durante gli ultimi anni di regno della dinastia Joseon (quando le due Coree erano ancora unite sotto un'unica famiglia imperiale), la famiglia di Choe faceva parte della classe sociale conosciuta come jungin, una via di mezzo tra i ricchi aristocratici e il popolino comune. Choe perseguì la propria istruzione a Seul.

## Biografia e carriera
Choe fu editore della prima rivista moderna che ebbe successo in Corea, dal titolo Sonyeon (Gioventù), attraverso la quale sperava di apportare alla gioventù coreana una maggiore conoscenza del mondo moderno. Fu lui a coniare il termine hangŭl come nome per l'alfabeto che sarebbe diventato la scrittura ufficiale coreana, e lo promosse come mezzo letterario in tutte le sue riviste. La sua poesia Hae-egeso sonyeon-ege (L'oceano per la gioventù, 1908) è considerata la prima del "nuovo genere" coreano e l'ha fatto infatti passare alla storia come il pioniere della poesia coreana moderna.
L'annessione della Corea da parte del Giappone nel 1910 non fece che accelerare il movimento indipendentista. Nel 1919, Choe e il collega Choe Rin diedero vita al Movimento del primo marzo, un movimento non violento volto a riottenere l'indipendenza e la sovranità della Corea. Fu arrestato dalle autorità per aver steso la "Dichiarazione d'Indipendenza coreana": a causa di quest'accusa rimase in carcere fino al 1921. Nel 1928 si unì al Comitato per la Compilazione della Storia Coreana, fondato dal Governatore Generale di Corea con il compito di compilare la storia del Paese. In quest'ambito, Choe tentò di confutare l'interpretazione imperialista della storia antica coreana da parte del governo giapponese. Nel 1939, tuttavia, diventò professore all'Università Jianguo del Manchukuo, uno Stato fantoccio istituito in Manciuria dai giapponesi.
Nel 1949, dopo la fine della seconda guerra mondiale e l'avvenuta indipendenza della Corea, il governo di Syngman Rhee arrestò Choe con l'accusa di presunto collaborazionismo con il governo coloniale giapponese, tuttavia fu rilasciato e il processo sospeso. Durante la Guerra di Corea, Choe prestò servizio per il Comitato Storico della Marina, continuando il servizio dopo la guerra per il Comitato Storico della Città di Seul. Morì nell'ottobre del 1957, dopo aver sofferto per anni di diabete e ipertensione.

## Opere
Oltre ad un largo corpus di opere storiche, le pubblicazioni di Choe includono anche un'ampia gamma di poesie, testi di canzoni, diari di viaggio e opere di critica sociale, letteraria e culturale.
- The History of Chosŏn (1931)
- The Encyclopedia of Korean History (1952)
- The Annotated Samgukyusa (1940)
- Simchun Sulle (The Pilgrimage in Search of Spring, 1925)
- Paektusan Kunchamgi (The Travels to Paektu Mountain, 1926)
- Kumkang Yechan (A Paean to Kumgang, 1928)
- Paekpal Ponnoe (One-Hundred-and-Eight Agonies, 1926)
- Kosatong (A Collection of Ancient Stories, 1943)
- Simundokpon (A Reader of Modern Writing, 1916)